# 최병익
최병익 중위(1930년 10월 3일 ~ 1952년 9월 21일)는 대한민국의 군인으로 한국전쟁 중 한 개의 소대를 이끌고 북한군 한 개 대대의 공세를 저지하다가 전사하였다. 임관 후 첫 전투임에도 불구하고 죽는 순간까지 소대원들의 사기를 끌어올리며 엄청난 공을 세웠다. 정부는 이를 기려 최병익 소위에게 중위특진과 충무무공훈장을 추서하였다.

## 생애
최병익은 1930년 10월 3일 대한민국 충청북도 청주에서 태어났다. 한양상업고등학교를 졸업한 후 한국전쟁이 한창 활발하던 1952년 5월 4일, 갑종간부후보생 제 19기로 임관하여 동부전선의 대한민국 육군 제8사단 10연대 1대대 3중대 3소대장에 보임되었다. 1952년 9월 21일 23시경 최병익 소위와 그의 3소대가 지키고 있는 705고지로 북한군의 대규모 공세가 시작되었다. 최병익 소위는 북한군에 대항하여 격렬한 방어전을 펼쳤다. 적의 파상공세에 진지가 무너질 위기에 처하자 먼저 용기있게 뛰쳐나가 백병전을 수행하였고, 소리치며 지친 소대원들의 사기를 끌어올렸다. 적군을 향해 뛰어가 백병전을 수행하던 중 적군이 던진 수류탄을 맞고 전사하였다. 최병익 소위는 죽기 전까지 소대원들을 격려했다. 1952년 11월, 정부는 첫 전투에도 불구하고 뛰어난 군인정신을 발휘한 그의 공을 기려 중위 특진을 시켜주었고, 충무무공훈장을 수여하였다.

## 동부전선 705고지 전투

### 전투 배경

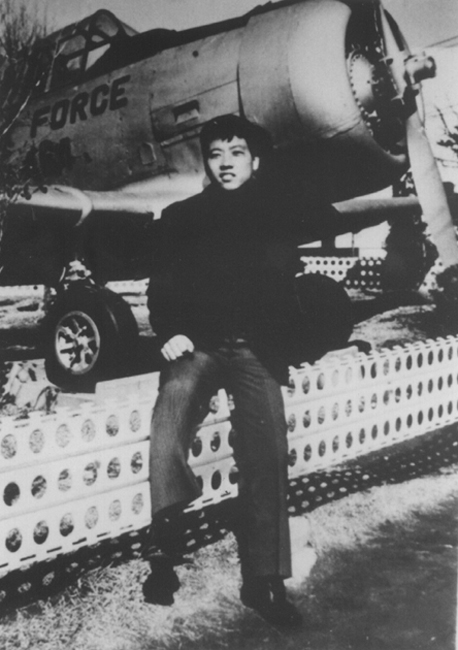
실제 최병익 중위 사진

한국전쟁 후반부, 38도선 부근에서 남북의 치열한 전투가 이어지고 있었다. 38선을 경계로 하고 남과 북이 작은 전투만을 치르며 밀고 올라가지도, 내려오지도 못하는 상황에서 소련은 한국전쟁으로 인한 제 3차 세계대전을 우려한다.  1951년 7월, 한국전쟁이 발발한지 1년여만에 처음으로 한국전쟁의 첫 휴전 회담을 진행한다. 한국 전쟁 휴전 회담의 가장 큰 쟁점 두가지는 군사분계선과 포로교환 문제였다.  제3차 제네바 협약에 따르면 "전쟁이 끝난 뒤 모든 포로를 본래의 소속국에 무조건 돌려보낸다"라고 명시되어 있다. 하지만 당시 유엔연합군이 잡고 있는 공산군 포로는 약 13만명이지만 유엔군 포로는 약 1만여명밖에 되지 않아 포로를 고스란히 돌려주기에는 유엔연합군이 손해를 보는 것 같았고, 포로 교환문제로 휴전 회담은 갈등을 겪었다. 게다가 휴전 회담이 지속되면서 38선 부근에서는 서로 고지 하나라도 더 차지하려는 땅따먹기 싸움이 계속되고 있었다. 최병익 소위가 전사한 전투도 휴전 회담이 장기화되는 과정 중 북한이 포로교환 문제와 군사분계선 문제에서 주도권을 잡기 위해 대규모 기습 공격을 감행함으로써 시작되었다.

### 전투과정
소양강 상류지역은 한국군의 주 보급로를 엄호하는 중요한 지역으로 적군의 공세가 예상되는 곳이었다. 1952년 9월 21일 21시경, 적군은 812고지를 시작으로 22시 40분경에는 854고지, 그리고 마침내 최병익 소위(특진 전 당시 계급)가 있는 강원도 인제군 서화면 일대의 705고지에서도 공격을 가해왔다. 당시 최병익 소위가 이끌고 있던 3소대는 계곡일대를 방어하고 있었고, 적군은 아군의 화력을 피해 2개 중대의 병력을 이끌고 계곡으로 공격했다. 직사포 4문과 82㎜ 박격포 8문의 화력지원을 받으며 돌격하던 적군에게 병력과 화력에서 밀린 3소대의 상황은 그리 좋지 못했다. 하지만 최병익 소위는 침착하고 대담하게 지휘하며 지칠대로 지친 소대원들을 보고 "민족의 원수를 모조리 죽여라!"라고 외치며 소대원들의 사기를 끌어올렸다. 그러나 인명손실에 여의치 않는 적군의 파상공세에 밀려 자정이 넘을 무렵, 2분대가 지키고 있는 진지가 돌파당하자 최병익 소위는 위급한 지역으로 먼저 달려나가 직접 백병전을 수행하고 부하들에게 자신의 위치를 소리쳐 알리는 등 소대원들의 전투를 독려하였다. 그 과정에서 적이 들이닥치는 것을 발견하고 막기위해 뛰어가는 순간 적군의 수류탄에 맞아 쓰러졌고 삶을 마감하였다. 죽기 직전까지 소대원들의 전투의지를 끌어올리는 모습에 부분대장 방영한 하사와 김영길 하사, 박삼섭 일병은 최소위의 시신을 끌어안고 투지를 불태웠고, 소대원들은 전의를 다져 3시간 동안의 혈투 끝에 22일 1시 40분경 적군을 격퇴하였다.

### 전투결과
북한군은 이 날의 전투에서 목적을 달성하지 못한 채 퇴각하였고, 아군은 319명의 적을 사살하는 대성과를 거두었다. 전쟁경험이 처음이었음에도 불구하고 용감한 모습을 보여주며 소대원들의 사기를 고취한 최병익 소위의 군인정신은 한국전쟁 당시 군에게 큰 뜻을 전달하였고, 정부는 죽음으로 고지를 사수한 최병익 소위의 공적을 기려 1952년 11월 15일 중위 특진과 함께 충무무공훈장을 추서하였다.

## 추모행사
2002년 12월 13일, 전쟁기념관은 한국전쟁 당시 동부전선 강원도 인제군 서화면 705고지 전투에서 큰 공을 세우고 그 날 승리의 주역인 최병익 중위를 2003년 4월의 호국인물로 선정하여 이를 기념하였다. 2003년 4월 3일, 당시 박익순 전쟁기념관장은 전쟁기념관 호국추모실에서 주요 인사들과 호국인물의 유족이 참여한 가운데 최병익 육군 중위 헌양행사를 가졌다. 그 이후로도 전쟁기념관에서는 이달의 호국인물로 선정된 인물들의 공훈을 찬양하고 고인을 추모하는 현양행사를 매월 첫째주 목요일 오후 2시에 전쟁기념관 호국추모실에서 거행하고 있다.
갑종장교전우회에서는 최병익 중위를 갑종장교 호국인물로 선정하여, 갑종장교의 발자취를 남겨놓은 육군보병학교 동춘관에 최병익 중위를 기리는 최병익 중위 동상과 최병익 중위를 소개하는 소개비를 세웠다.

## 국방보도자료
국방일보 신인호 기자가 작성한 2003년 1월 21일자 기사에서 잊혀진 전쟁영웅으로 최병익 중위의 업적과 705고지 전투의 상황이 소개되었다.
국방일보에 2003년 4월의 호국인물로 선정된 최병익 중위에 관한 소개기사가 작성되었다. 그 외에도 여러 매체에서 2003년 4월의 호국인물인 최병익 중위에 대한 간단한 소개글을 다룬 기사가 작성되었다.
2010년 8월 24일, 국방TV에서 '첫 전투에서 사라진 영웅 최병익'이라는 제목으로 최병익 중위 관련 방송이 진행되었다.

## 참고 문헌
육군본부, 「한국의 전쟁영웅들」, 육군본부, 1992년, 277~282쪽
갑종장교단중앙회, 「갑종이여 영원하라」, 갑종장교단중앙회, 2010년, 갑종이 낳은 호국영령들 中 최병익